# 胡利奥·罗梅罗
胡利奥·罗梅罗（西班牙語：Julio César Romero Insfrán，1960年8月28日—），昵称“罗梅里托”（Romerito），是巴拉圭的前中场足球运动员，被认为是巴拉圭足球史上最棒的球员之一。他是比利在2004年3月所列出的125名在世最伟大的球员中，唯一一位巴拉圭球员。